# Matei Basarab
Matei Basarab (1588, Brâncoveni, Olt – 9. dubna 1654, Bukurešť) byl valašský kníže v letech 1632 až 1654. Do dějin vstoupil jako osvícený panovník, který uvedl na Valašsko knihtisk (1634), vytvořil první valašský zákoník a podporoval umění a náboženství. Většinu času své vlády strávil bojem proti nájezdům z Moldávie, které úspěšně odrazil v letech 1637, 1639 a 1653.

## Panování
Jeho zvolení v roce 1632 znamenalo první oficiální výjimku v nástupnickém řádu. Basarab byl pouze bojar (z rodu Craiovești) a nebyl příbuzný s předchozími knížaty (ačkoli je možné, že podobné to bylo i u některých jiných rumunských panovníků minulosti, například Michala Chrabrého). Možná šlo o reakci domorodých bojarů na konkurenci nově příchozích Řeků a Levantinců. Je možné, že ze stejných důvodů užíval Matei příjmení Basarab, aby prokázal své spojení s významným rodem Basarabů, o němž ale řada historiků pochybuje.
Vláda Mateie se shoduje s posledním stádiem rozkladu nižší šlechty, což je výsledek politického tlaku bojarů a drastických ekonomických změn. Matei postavil více než 45 kostelů a klášterů. Založil také první vyšší školy ve svém knížectví. Kulturní a vzdělávací politika knížete je spojována zejména s jeho kancléřem Udrişte Nǎsturelem.
Zdá se, že Matei plánoval setřást osmanskou nadvládu a také získat nadvládu nad Moldávií. Udržoval blízký vztah s transylvánským vládcem Jiřím II. Rákóczim, ambiciózním, silnějším a autonomnějším poddaným Turků.
Matei Basarab a jeho současník, moldavský kníže Vasile Lupu, se zasloužili o zavedení prvních písemných zákonů ve svých knížectvích, jež se později stala základem Rumunska. Je zajímavé, že oba zákoníky jsou téměř identické, to proto, že jsou oba postaveny na byzantských zvycích (pravile), povětšinou jsou dokonce jejich pouhým překladem. Zákoníky vzniklé pod vládou Mateie Basaraba se nazývají Pravila de la Govora (Kodex Govora) z roku 1640 a Pravila lui Matei Basarab (Kodex Matei Basaraba) z roku 1652.